# Canton de Seilhac-Monédières
Le canton de Seilhac-Monédières est une circonscription électorale française du département de la Corrèze créée par le décret du 24 février 2014 et entrée en vigueur lors des élections départementales de 2015.

## Histoire
Un nouveau découpage territorial de la Corrèze entre en vigueur en mars 2015, défini par le décret du 24 février 2014, en application des lois du 17 mai 2013 (loi organique 2013-402 et loi 2013-403). Les conseillers départementaux sont, à compter de ces élections, élus au scrutin majoritaire binominal mixte. Les électeurs de chaque canton élisent au Conseil départemental, nouvelle appellation du Conseil général, deux membres de sexe différent, qui se présentent en binôme de candidats. Les conseillers départementaux sont élus pour 6 ans au scrutin binominal majoritaire à deux tours, l'accès au second tour nécessitant 12,5 % des inscrits au 1er tour. En outre la totalité des conseillers départementaux est renouvelée. Ce nouveau mode de scrutin nécessite un redécoupage des cantons dont le nombre est divisé par deux avec arrondi à l'unité impaire supérieure si ce nombre n'est pas entier impair, assorti de conditions de seuils minimaux. Dans la Corrèze, le nombre de cantons passe ainsi de 37 à 19. Le nouveau canton de Seilhac-Monédières est formé de communes des anciens cantons de Seilhac et de Treignac.

## Représentation
| Période élective | Période élective | Mandat | Mandat   | Identité           | Nuance | Nuance | Qualité                                                                                            |
| ---------------- | ---------------- | ------ | -------- | ------------------ | ------ | ------ | -------------------------------------------------------------------------------------------------- |
| 2015             | 2021             | 2015   | 2021     | Jean-Jacques Lauga |        | LR     | Ancien cadre, maire de Saint-Jal                                                                   |
| 2015             | 2021             | 2015   | 2021     | Hélène Rome        |        | LR     | Agricultrice, conseillère municipale de Treignac Vice-présidente du Conseil départemental          |
| 2021             | 2028             | 2021   | en cours | Jean-Jacques Lauga |        | LR     | Conseiller sortant                                                                                 |
| 2021             | 2028             | 2021   | en cours | Hélène Rome        |        | LR     | Conseillère sortante, Vice-Présidente déléguée à l'Agriculture, numérique, transports/déplacements |

### Résultats détaillés

#### Élections de mars 2015
À l'issue du 1er tour des élections départementales de 2015, deux binômes sont en ballottage : Jean-Jacques Lauga et Hélène Rome (UMP, 47,86 %) et Josette Gorce Moulu et Guy Roques (PS, 28,30 %). Le taux de participation est de 66,39 % (6 549 votants sur 9 865 inscrits) contre 59,60 % au niveau départemental et 50,17 % au niveau national.
Au second tour, Jean-Jacques Lauga et Hélène Rome (UMP) sont élus avec 54,77 % des suffrages exprimés et un taux de participation de 70,10 % (3 448 voix pour 6 912 votants et 9 860 inscrits).

#### Élections de juin 2021
Le premier tour des élections départementales de 2021 est marqué par un très faible taux de participation (33,26 % au niveau national). Dans le canton de Seilhac-Monédières, ce taux de participation est de 50,1 % (4 910 votants sur 9 800 inscrits) contre 42,13 % au niveau départemental. À l'issue de ce premier tour, deux binômes sont en ballottage : Jean-Jacques Lauga et Hélène Rome (DVD, 43,64 %) et Éric Bellouin et Betty Dessine (DVG, 29,28 %).
Le second tour des élections est marqué une nouvelle fois par une abstention massive équivalente au premier tour. Les taux de participation sont de 34,3 % au niveau national, 43,69 % dans le département et 52,58 % dans le canton de Seilhac-Monédières. Jean-Jacques Lauga et Hélène Rome (DVD) sont élus avec 52,65 % des suffrages exprimés (2 487 voix pour 5 154 votants et 9 803 inscrits),,.

## Composition
Le nouveau canton de Seilhac-Monédières comprend vingt et une communes entières.
| Nom                             | Code Insee | Intercommunalité                  | Superficie (km2) | Population (dernière pop. légale) | Densité (hab./km2) | Modifier                                    |
| ------------------------------- | ---------- | --------------------------------- | ---------------- | --------------------------------- | ------------------ | ------------------------------------------- |
| Seilhac (bureau centralisateur) | 19255      | CA Tulle Agglo                    | 25,75            | 1 814 (2022)                      | 70                 | modifier les données · modifier les données |
| Affieux                         | 19001      | CC Vézère-Monédières-Millesources | 30,19            | 376 (2022)                        | 12                 | modifier les données · modifier les données |
| Beaumont                        | 19020      | CA Tulle Agglo                    | 10,90            | 115 (2022)                        | 11                 | modifier les données · modifier les données |
| Chamberet                       | 19036      | CC Vézère-Monédières-Millesources | 69,85            | 1 422 (2022)                      | 20                 | modifier les données · modifier les données |
| Chamboulive                     | 19037      | CA Tulle Agglo                    | 46,80            | 1 158 (2022)                      | 25                 | modifier les données · modifier les données |
| Chanteix                        | 19042      | CA Tulle Agglo                    | 19,47            | 615 (2022)                        | 32                 | modifier les données · modifier les données |
| L'Église-aux-Bois               | 19074      | CC Vézère-Monédières-Millesources | 16,20            | 51 (2022)                         | 3,1                | modifier les données · modifier les données |
| Lacelle                         | 19095      | CC Vézère-Monédières-Millesources | 20,58            | 136 (2022)                        | 6,6                | modifier les données · modifier les données |
| Lagraulière                     | 19100      | CA Tulle Agglo                    | 30,75            | 1 189 (2022)                      | 39                 | modifier les données · modifier les données |
| Le Lonzac                       | 19118      | CA Tulle Agglo                    | 35,97            | 819 (2022)                        | 23                 | modifier les données · modifier les données |
| Madranges                       | 19122      | CC Vézère-Monédières-Millesources | 12,88            | 168 (2022)                        | 13                 | modifier les données · modifier les données |
| Peyrissac                       | 19165      | CC Vézère-Monédières-Millesources | 5,89             | 127 (2022)                        | 22                 | modifier les données · modifier les données |
| Pierrefitte                     | 19166      | CA Tulle Agglo                    | 10,01            | 93 (2022)                         | 9,3                | modifier les données · modifier les données |
| Rilhac-Treignac                 | 19172      | CC Vézère-Monédières-Millesources | 9,42             | 116 (2022)                        | 12                 | modifier les données · modifier les données |
| Saint-Clément                   | 19194      | CA Tulle Agglo                    | 26,56            | 1 383 (2022)                      | 52                 | modifier les données · modifier les données |
| Saint-Hilaire-les-Courbes       | 19209      | CC Vézère-Monédières-Millesources | 36,36            | 173 (2022)                        | 4,8                | modifier les données · modifier les données |
| Saint-Jal                       | 19213      | CA Tulle Agglo                    | 26,55            | 599 (2022)                        | 23                 | modifier les données · modifier les données |
| Saint-Salvadour                 | 19240      | CA Tulle Agglo                    | 19,47            | 317 (2022)                        | 16                 | modifier les données · modifier les données |
| Soudaine-Lavinadière            | 19262      | CC Vézère-Monédières-Millesources | 21,86            | 143 (2022)                        | 6,5                | modifier les données · modifier les données |
| Treignac                        | 19269      | CC Vézère-Monédières-Millesources | 36,73            | 1 258 (2022)                      | 34                 | modifier les données · modifier les données |
| Veix                            | 19281      | CC Vézère-Monédières-Millesources | 22,14            | 74 (2022)                         | 3,3                | modifier les données · modifier les données |
| Canton de Seilhac-Monédières    | 1915       |                                   | 534,33           | 12 146 (2022)                     | 23                 | modifier les données                        |

## Démographie
En 2022, le canton comptait 12 146 habitants, en évolution de +1,17 % par rapport à 2016 (Corrèze : −0,59 %, France hors Mayotte : +2,11 %).
| 2013   | 2018   | 2022   |
| ------ | ------ | ------ |
| 12 036 | 12 001 | 12 146 |

## Historique des élections

### Élection de 2015
| Candidats            | Partis      | Partis      | Premier tour | Premier tour | Second tour | Second tour |
| Candidats            | Partis      | Partis      | Voix         | %            | Voix        | %           |
| -------------------- | ----------- | ----------- | ------------ | ------------ | ----------- | ----------- |
| Jean-Jacques Lauga   |             | UMP         | 2 885        | 47,86        | 3 448       | 54,77       |
| Hélène Rome*         |             | UMP         | 2 885        | 47,86        | 3 448       | 54,77       |
| Josette Gorce Moulu  |             | PS          | 1 706        | 28,30        | 2 847       | 45,23       |
| Noël Martinie*       |             | PS          | 1 706        | 28,30        | 2 847       | 45,23       |
| Sophie Bezeau        |             | FG          | 1 437        | 23,84        |             |             |
| Marc Géraudie        |             | FG          | 1 437        | 23,84        |             |             |
|                      |             |             |              |              |             |             |
| Inscrits             | Inscrits    | Inscrits    | 9 865        | 100,00       | 9 860       | 100,00      |
| Abstentions          | Abstentions | Abstentions | 3 316        | 33,61        | 2 948       | 29,90       |
| Votants              | Votants     | Votants     | 6 549        | 66,39        | 6 912       | 70,10       |
| Blancs               | Blancs      | Blancs      | 306          | 4,67         | 347         | 5,02        |
| Nuls                 | Nuls        | Nuls        | 215          | 3,28         | 270         | 3,91        |
| Exprimés             | Exprimés    | Exprimés    | 6 028        | 92,04        | 6 295       | 91,07       |
| * conseiller sortant |             |             |              |              |             |             |